# Axel Zingle
Axel Zingle (Mulhouse, 18 december 1998) is een Frans mountaibiker en wielrenner. In 2016 werd hij met de Franse ploeg tweede op de teamrelay tijdens het Europees kampioenschap mountainbike. Anno 2025 komt hij op de weg uit voor Team Visma-Lease a Bike.

## Palmares

### Wegwielrennen
2020
 Frans kampioenschap op de weg, beloften
2022
Route Adélie de Vitré
1e etappe Arctic Race of Norway
Puntenklassement Arctic Race of Norway
Famenne Ardenne Classic
2023
Classic Loire-Atlantique
2024
Boucles de l'Aulne
2025
3e etappe (TTT) Parijs-Nice
1e etappe Vierdaagse van Duinkerke

#### Resultaten in voornaamste wedstrijden
| Jaar | Ronde van Italië | Ronde van Frankrijk | Ronde van Spanje |
| ---- | ---------------- | ------------------- | ---------------- |
| 2022 |                  |                     |                  |
| 2023 |                  | 142e                |                  |
| 2024 |                  | 108e                |                  |
| 2025 |                  |                     |                  |

| Jaar | Milaan-San Remo | Gent-Wevelgem | Ronde van Vlaanderen | Amstel Gold Race | Waalse Pijl | Parijs-Tours |
| ---- | --------------- | ------------- | -------------------- | ---------------- | ----------- | ------------ |
| 2022 |                 |               |                      |                  | 88e         | 61e          |
| 2023 |                 |               | 38e                  | 10e              |             |              |
| 2024 | 41e             | opgave        |                      |                  |             |              |
| 2025 | 109e            |               |                      |                  |             |              |

#### Resultaten in kleinere rondes
| Jaar | Parijs-Nice | Tirreno-Adriatico | Ronde van het Baskenland | Critérium du Dauphiné | Benelux Tour |
| ---- | ----------- | ----------------- | ------------------------ | --------------------- | ------------ |
| 2023 |             | 57e               |                          | 98e                   | 8e           |
| 2024 |             | opgave            |                          |                       | 19e          |
| 2025 | 53e         |                   | opgave                   |                       |              |

(*) tussen haakjes aantal individuele etappeoverwinningen

### Mountainbike
2016
 Europees kampioenschap, teamrelay
 Europees kampioenschap, junioren
 Frans kampioenschap, junioren

## Ploegen
- 2020 –  NIPPO DELKO One Provence (stagiair vanaf 1 augustus)
- 2021 –  Cofidis (stagiair vanaf 1 augustus)
- 2022 –  Cofidis
- 2023 –  Cofidis
- 2024 –  Cofidis
- 2025 –  Team Visma-Lease a Bike

Allegaert · Barceló · Berhane · Bohli · Carvalho · Champion · Consonni · Drucker · Edet · Fernández · Finé · Geschke · Haas · Jesús Herrada · José Herrada · Lafay · Laporte · Martin · Morin · Perez · Périchon · Rochas · Sabatini · Sajnok · Vanbilsen · A. Viviani · E. Viviani · Wallays · Toumire (stagiair) · Zingle (stagiair) · Lebreton (stagiair)
Allegaert · Armée · Bidard · Bohli · Carvalho · Champion · Cimolai · Consonni · Coquard · Delettre · Fernández · Finé · Geschke · Jesús Herrada · José Herrada · Izagirre · Kreder · Lafay · Martin · Perez · Périchon · Renard · Rochas · Sajnok · Thomas · Toumire · Vanbilsen · Villella · Wallays · Walscheid · Zingle · Kolze Changizi (stagiair) · Lecamus-Lambert (stagiair) · Wood (stagiair)
Allegaert · Bidard · Carvalho · Champion · Cimolai · Consonni · Coquard · Delettre · Fernández · Finé · Geschke · Jesús Herrada · José Herrada · Izagirre · Kreder · Lafay · Lastra · Mariault · Martin · Noppe · Perez · Périchon · Renard · Rochas · Thomas · Toumire · Wallays · Walscheid · Wood · Zingle · Gudnitz (stagiair) · Knight (stagiair) · Larmet (stagiair)
Allegaert · Aniołkowski · Champion · Coquard · De Gendt · Debeaumarché · Elissonde · Fernández · Finé · Fretin · Geschke · Gougeard · Hermans · Herrada · G. Izagirre · J. Izagirre · Knight · Lastra · Mahoudo · Mariault · Martin · Noppe · Oldani · Perez · Renard · Robeet · Thomas · Toumire · Wood · Zingle · Coppens (stagiair) · Gruszczynski (stagiair) · Larmet (stagiair)